# 米爾內 (胡利亞伊波萊市鎮)
47°34′38″N 36°6′48″E / 47.57722°N 36.11333°E
米爾內（烏克蘭語：Мирне），是位於烏克蘭東南部的村莊，由扎波羅熱州波洛希區的胡利亚伊波莱市镇負責管轄，距離扎希爾內3公里，面積1.76平方公里，海拔高度93米，2001年人口471。